# Condado de Opatów
Condado de Opatów (em polonês: powiat opatowski) é um powiat (condado) da Polônia, na voivodia de Santa Cruz. A sede do condado é a cidade de Opatów. Estende-se por uma área de 911,51 km², com 56 645 habitantes, segundo o censo de 2006, com uma densidade de 62,14 hab/km².

## Divisões admistrativas
O condado possui:
Comunas urbana-rurais: Opatów, Ożarów
Comunas rurais: Baćkowice, Iwaniska, Lipnik, Sadowie, Tarłów, Wojciechowice
Cidades: Opatów, Ożarów

## Demografia
População (dados de 30 de Junho de 2006):
|          | Total   | Total | Mulheres | Mulheres | Homens  | Homens |
| -------- | ------- | ----- | -------- | -------- | ------- | ------ |
|          | pessoas | %     | pessoas  | %        | pessoas | %      |
| Total    | 56 645  | 100   | 28 787   | 50,8     | 27 858  | 49,2   |
| Cidades  | 11 662  | 100   | 6 132    | 52,6     | 5 530   | 47,4   |
| Povoados | 44 983  | 100   | 22 655   | 50,4     | 22 328  | 49,6   |